# Kaplica cmentarna w Turośli
Kaplica cmentarna w Turośli – zabytkowa kaplica w Turośli, w powiecie kolneńskim, w województwie podlaskim.

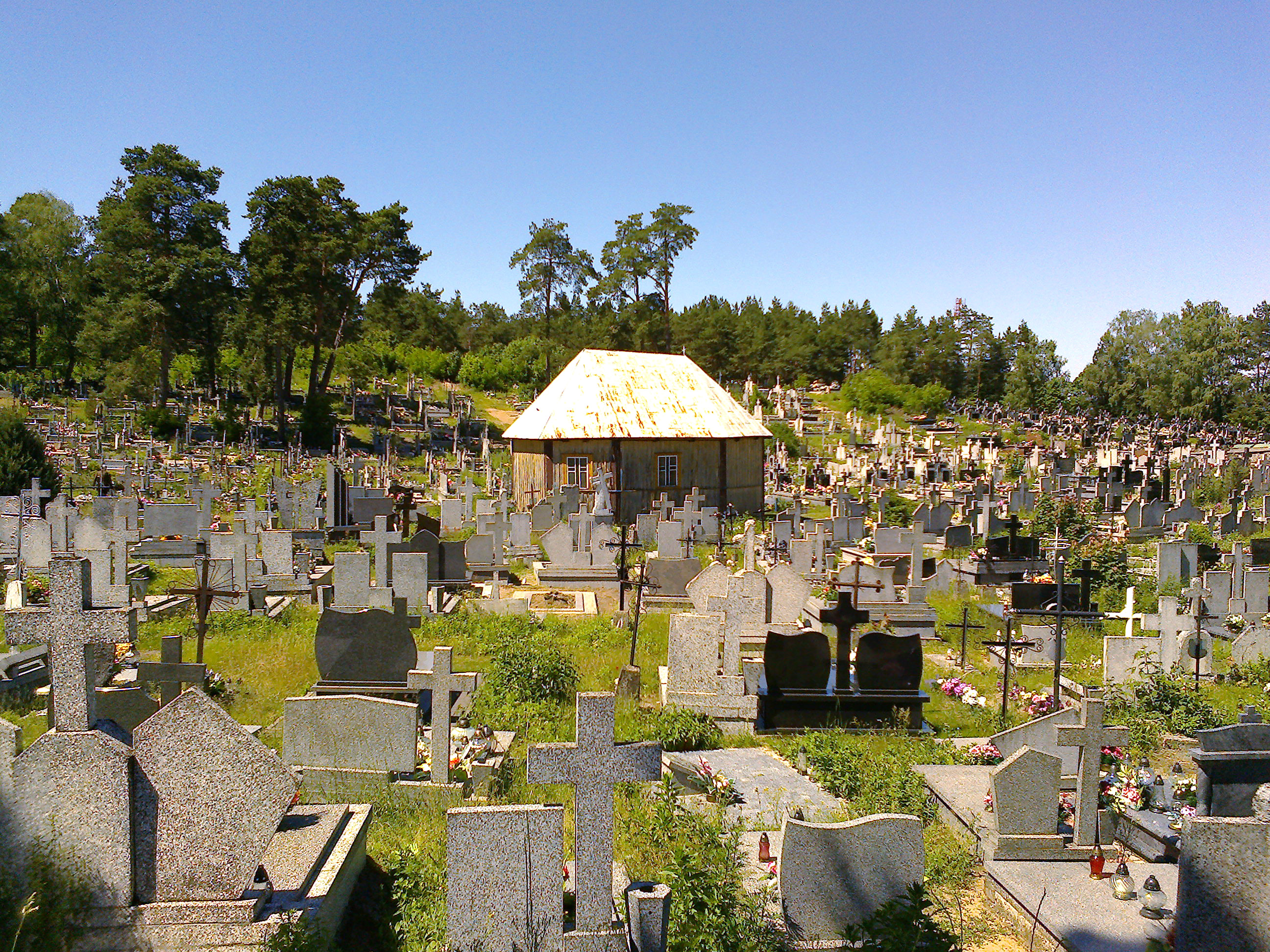
Kaplica w otoczeniu nagrobków (2016)

Kaplicę wybudował w 1811 roku nadleśniczy i wójt, Michał Szaniawski. W 1862 roku została wyremontowana, a później przeniesiona na obecne miejsce ze względu na budowę nowego kościoła. W 1989 wymieniono oszalowanie wnętrza i podmurówkę.
Budynek konstrukcji zrębowej wzniesiono z drewna na podmurówce z cegły, na planie wydłużonego ośmioboku (kwadrat i dwa trapezy). W części prezbiterium drewniana podłoga jest podwyższona, a ściana udekorowana obrazem w stylu barokowym z 4 ćwierci XIX wieku. Obiekt jest kryty krokwiowo-płatwiowym, ośmiopołaciowym dachem.
Dopływ światła zapewniają okna od zachodu i wschodu.
25 listopada 1994 kaplica została wpisana do rejestru zabytków Narodowego Instytutu Dziedzictwa.